# Chadschi Dimitar (Berg)
Chadschi Dimitar (bulgarisch връх Хаджи Димитър) ist ein Berg des Balkangebirges und liegt in Bulgarien. Er ist 1441 m hoch und liegt im zentralen Teil des Gebirges, nahe dem Schipkapass, ca. 13 km nördlich der bulgarischen Stadt Kasanlak. Bis 1942 trug der Gipfel den Namen Busludscha (bulg. Бузлуджа), er wird auch heute noch im Volksmund so genannt.

## Geschichte
1868 kämpften am Gipfel des Berges bulgarische Aufständische unter der Führung von Chadschi Dimitar gegen die türkisch-osmanischen Fremdherrscher. Im Jahr 1891 fand während der jährlichen Gedenkfeier zum Todestag der gefallenen Freiheitskämpfer hier der Busludscha-Kongress, die konstituierende Sitzung der Sozialdemokratische Arbeiterpartei Bulgariens statt, einem Ursprung der Bulgarischen Kommunistischen Partei.

## Busludscha-Denkmal

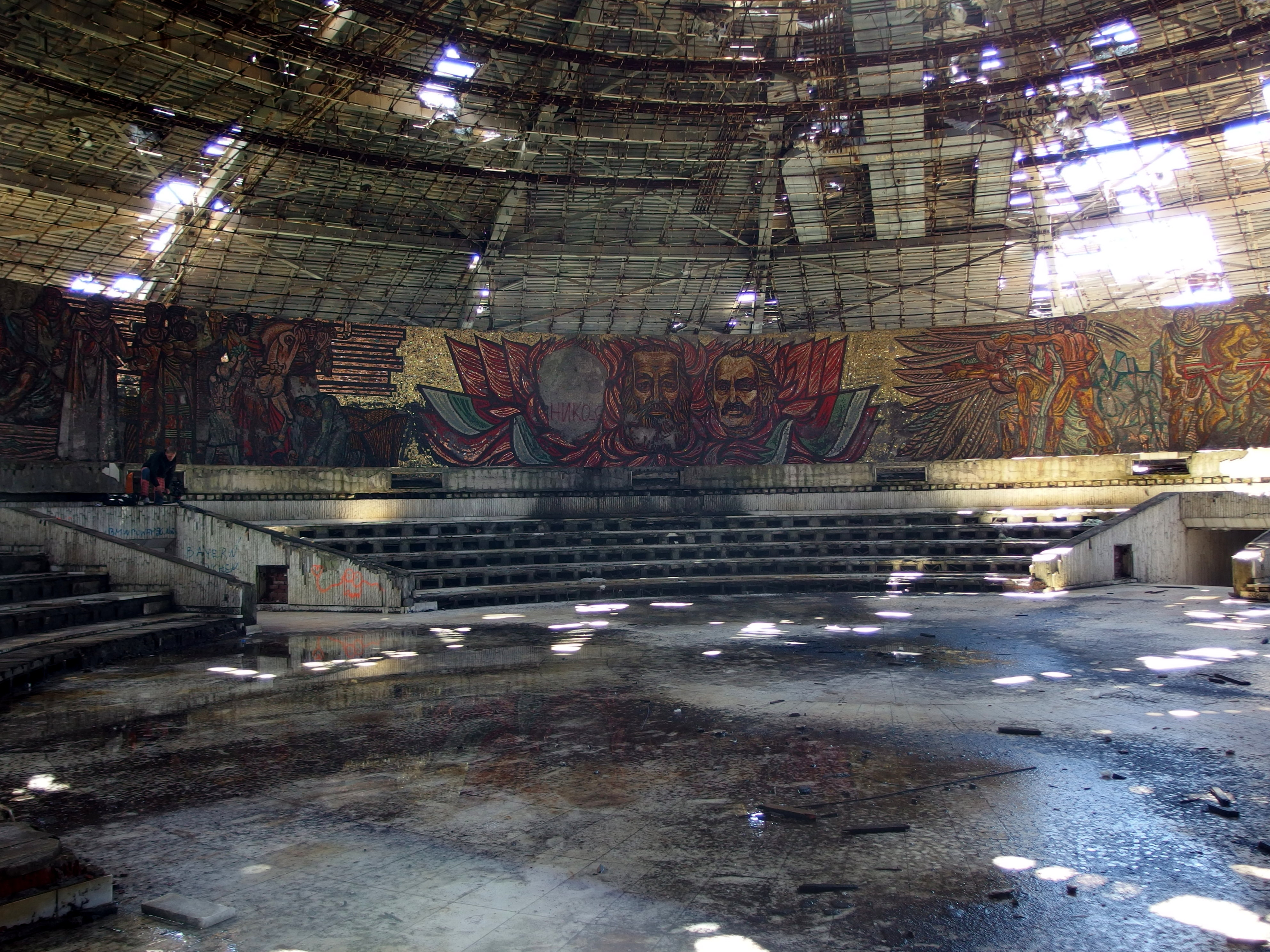
Das Innere des Denkmals

Das Busludscha-Denkmal ist ein Denkmal zu Ehren der sozialistischen Bewegung Bulgariens. Es befindet sich direkt auf dem Berggipfel. Es wurde 1981 zur 1300-Jahr-Feier der bulgarischen Staatsgründung eingeweiht und ist das größte ideologisch motivierte Denkmal des Landes. Es sollen an die 6000 Menschen hier gearbeitet haben.
Geplant vom Architekten Georgi Stoilow befindet es sich an der Stelle, an der 1868 der Rebellenführer Chadschi Dimitar gegen die Türken kämpfte und 1891 eine Gruppe Sozialisten unter Führung von Dimitar Blagoew (Gründer der sozialdemokratischen Arbeiterpartei Bulgariens) die sozialistische Zukunft des Landes plante.
Die in ihrer baulichen Form einem UFO ähnelnde Struktur befindet sich seit dem Zusammenbruch des sozialistischen Staates im Jahre 1989 in einem sich stetig verschlechternden Zustand. So ist es vor allem Opfer von Vandalismus und mutwilliger Zerstörung. Grund hierfür ist vor allem das offenkundige Desinteresse der Verantwortlichen am Erhalt bzw. Schutz der baulichen Anlagen. Seit einiger Zeit ist der Zugang zum Inneren versperrt und verboten. Im Jahr 2018 wurde eine dauerhafte Bewachung des Gebäudes beschlossen.

## Auftreten in Popkultur
Das Denkmal ist im Musikfilm Delyo Haydutin von Freunde der italienischen Oper zu sehen, welches von 2015 bis 2020 gedreht wurde. Weiterhin ist Buzludzha im Video Alle gegen Alle der Rapgruppe Zugezogen Maskulin zu sehen.
Die niederländische Rockband Kensington drehte Teile des Videos zu ihrem Song Riddels ebenfalls im Inneren des Denkmals.
Das Monument erscheint in dem Actionfilm Mechanic: Resurrection, allerdings wurde das Dach der Untertassensektion durch einen Hubschrauberplatz ersetzt.